# Ilse Nierade
Ilse Renate Nierade (geborene Koenig; * 22. November 1942 in Meißen; † 17. Juni 1990 bei Meißen) war eine deutsche Politikerin (Neues Forum).
Nach dem Besuch der Erweiterten Oberschule in Meißen absolvierte sie eine Lehre als Tischlerin und
studierte Architektur an der TU Dresden. Nierade gehörte ab März 1990 bis zu ihrem Tode der ersten freien Volkskammer der DDR an. Auf der Heimfahrt von der Sondersitzung der Volkskammer zum Aufstand vom 17. Juni 1953 am 17. Juni 1990 verunglückte sie nach Übermüdung bei einem Verkehrsunfall tödlich.
Ilse Nierade war verheiratet und Mutter zweier Kinder.